# Recherche en sciences sociales
La recherche en sciences sociales correspond à la recherche qui est faite en sciences sociales, en premier lieu dans la sociologie et dans l'histoire, mais aussi en anthropologie culturelle et sociale, en économie, en management, en géographie humaine, en aménagement, en démographie, en science politique, en linguistique, en sémiologie, en théorie des arts, en psychologie sociale et les politiques sociales. Elle fait enfin souvent appel aux mathématiques et à la modélisation mathématique.

## Présentation
Les recherches en sciences sociales procèdent de manière pluridisciplinaire, en distinguant les aires culturelles. Elles sont d'abord descriptives, puis interprétatives, et éventuellement prospectives et programmatiques. Elles donnent lieu à des rapports qui sont statistiques ou descriptifs, les monographies. 
Ainsi, elles peuvent s'intéresser à l'analyse des données de recensement qui proviennent de centaines de milliers d'êtres humains, à l'étude en profondeur de la vie sociale d'un seul individu ; du contrôle de ce qui arrive dans la rue aujourd'hui, à l'analyse historique de ce qui est arrivé il y a des centaines de milliers d'années.